# Moignans
Der Moignans ist ein kleiner Fluss in Frankreich, der im Département Ain in der Region Auvergne-Rhône-Alpes verläuft. Er entspringt an der Gemeindegrenze von Villeneuve und Saint-Trivier-sur-Moignans, in der Landschaft Dombes, die für ihre Vielzahl von Fischteichen bekannt ist, entwässert generell in nördlicher Richtung und mündet nach rund 15 Kilometern im Gemeindegebiet von Dompierre-sur-Chalaronne als linker Nebenfluss in die Chalaronne.

## Orte am Fluss
(Reihenfolge in Fließrichtung)
- Montagneux, Gemeinde Saint-Trivier-sur-Moignans
- Saint-Trivier-sur-Moignans
- Baneins
- La Sablonnière, Gemeinde Dompierre-sur-Chalaronne